# Wojciech Wojda
Wojciech Wojda (Płock, 28 de diciembre de 1966) es un cantante polaco, fundador y líder de la banda Farben Lehre. Desde 2004, ha sido promotor de Punky Reggae Live.